# Tāzhāndareh
Tāzhāndareh (persiska: تاژاندره) är en ort i Iran.   Den ligger i provinsen Västazarbaijan, i den nordvästra delen av landet, 600 km väster om huvudstaden Teheran. Tāzhāndareh ligger 1 481 meter över havet och antalet invånare är 298.
Terrängen runt Tāzhāndareh är varierad. Runt Tāzhāndareh är det ganska tätbefolkat, med 86 invånare per kvadratkilometer. Närmaste större samhälle är Oshnavīyeh, 6,4 km norr om Tāzhāndareh. Trakten runt Tāzhāndareh består till största delen av jordbruksmark.